# Felsőlajos megállóhely
Felsőlajos megállóhely egy Bács-Kiskun vármegyei vasúti megállóhely, amit a MÁV üzemeltet Felsőlajos településen. A belterület északkeleti szélén helyezkedik el, közvetlenül az 5-ös főút szintbeli vasúti keresztezése mellett.
A megállóhely eredetileg Felsőlajos, 18. sz. őrház néven nyílt meg 1914-ben. Akkoriban Felsőlajos község még nem létezett, a környék sűrű tanyavilága azonban igényelte a vasúti kapcsolatot. A község beépülése az 1960-as évek elejétől gyorsult fel, akkor alakult ki Felsőlajos központi belterülete a megálló közvetlen szomszédságában. A megállóhely fő létesítménye egy őrház volt, amelynek épülete még mindig áll az útkereszteződéstől délre. Az 1960-as évekig a megállóhely az országút kereszteződésében helyezkedett el, ezt az 1970-es években Budapest felé eltolták, így a létesítmény a mai helyére került. Az 1990-es években a közeli buszmegállóval közös fedett várópavilon, 2016-ban az elővárosi fejlesztés keretében kerékpártároló épült.
Érdekesség, hogy a Közép-Duna-völgyi Vízügyi Igazgatóság XX.D (Örkényi)-csatornája nagyjából a peron középvonalában keresztezi a vasútvonalat.

## Áthaladó vasútvonalak
- Budapest–Lajosmizse–Kecskemét-vasútvonal (142)

## Megközelítése tömegközlekedéssel
- Helyközi busz:  614, 616

## Forgalom
| Járat | Útvonal | Gyakoriság                     |
| ----- | --- | ------------------------------ |
| S210  | (Táborfalva → Felsőlajos →) Lajosmizse – Lajosmizse alsó – Klábertelep – Felsőméntelek – Méntelek – Alsóméntelek – Nagynyír – Hetényegyháza – Úrihegy – Miklóstelep – Kecskemét-Máriaváros – Kecskemét alsó – Kecskemét | Munkanapokon 1 Kecskemét felé  |
| S21   | Budapest-Nyugati – Zugló – Kőbánya alsó – Kőbánya-Kispest – Kispest – Pestszentimre felső – Pestszentimre – Gyál felső – Gyál – Felsőpakony – Ócsa – Inárcs-Kakucs – Dabas – Gyón – Hernád – Örkény – Táborfalva – Felsőlajos – Lajosmizse (– Lajosmizse alsó – Klábertelep – Felsőméntelek – Méntelek – Alsóméntelek – Nagynyír – Hetényegyháza – Úrihegy – Miklóstelep – Kecskemét-Máriaváros – Kecskemét alsó – Kecskemét) | Óránként, hétvégén kétóránként |